# Juliette Marchand
Pour les articles homonymes, voir Marchand.
Juliette Marchand, née en 2001, est une nageuse française spécialisée dans le papillon surtout les 200m. 

## Carrière
Juliette Marchand termine deuxième du 200 mètres papillon des Championnats de France de natation 2018 à Saint-Raphaël et troisième dans cette même épreuve aux Championnats de France de natation 2022 à Limoges ainsi qu'aux Championnats de France de natation 2023 à Rennes.
Aux Championnats de France de natation en petit bassin 2023 à Angers, elle est sacrée championne de France du 200 mètres papillon.